# Red Simpson

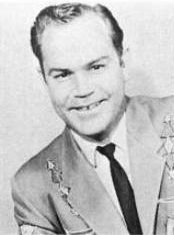
Red Simpson (1966)

Red Simpson (* 6. März 1934 als Joseph Cecil Simpson in Higley, Arizona; † 8. Januar 2016 in Bakersfield, Kalifornien) war ein US-amerikanischer Country-Sänger und Songwriter, der ab Mitte der 1960er Jahre mit Trucker-Songs erfolgreich war.

## Leben
Red Simpson wuchs in einer kinderreichen Familie auf, die in den 1930er Jahren aus Arizona ins kalifornische Bakersfield gezogen war. Seine ersten musikalischen Auftritte hatte er als Elfjähriger in den Clubs der näheren Umgebung. Während seiner Dienstzeit bei der US-Marine während des Koreakriegs gründete er seine erste Band. Nach der Rückkehr ins Zivilleben arbeitete er zeitweilig als Eiscremeverkäufer. Abends trat er für wenig Geld in einem Bakersfielder Club auf. Fuzzy Owens, der später Merle Haggard managen sollte, engagierte ihn als Pianospieler. An Wochenenden vertrat er den aufstrebenden Star Buck Owens.
Neben seinen Clubauftritten schrieb Simpson in diesen Jahren zahlreiche Songs, die er stets in einem kleinen Koffer bei sich trug, was ihm den Spitznamen „Suitcase Simpson“ – „Koffer Simpson“ einbrachte. Buck Owens nahm einige seiner Songs auf und erzielte 1962 mit „Gonna Have Love“ einen Top-10-Hit. Der Durchbruch gelang 1966, als Ken Nelson, der einflussreiche Produzent des Capitol-Labels, einen Country-Sänger suchte, der Trucker-Songs einspielte. Merle Haggard lehnte ab, und Simpson bekam seine Chance. Seine erste Single, Roll Truck Roll, wurde zu einem mittleren Hit und auch das gleichnamige Album war erfolgreich. Auch seine nächsten Alben enthielten überwiegend Trucker-Songs. Red Simpson, der in seinem Leben lediglich einmal für kurze Zeit einen Eiscremelieferwagen gefahren hatte, war zum musikalischen König der Landstraße aufgestiegen.
1967 erzielte Buck Owens mit dem Simpson-Song Sam’s Place einen Nummer-eins-Hit. Red Simpson selbst hatte vier Jahre später mit dem Top-Fünf-Hit I’m A Truck seinen größten Erfolg. 1972 trat er erstmals in der Grand Ole Opry auf. 1976 wechselte er zu Warner Bros., wo er bis Ende des Jahrzehnts einige kleinere Hits verbuchen konnte.

## Diskografie

### Alben
- 1966 – Roll, Truck, Roll (Capitol)
- 1966 – The Man Behind The Badge (Capitol)
- 1967 – Truck Drivin’ Fool (Capitol)
- 1967 – Red Simpson Sings A Bakersfield Dozen (Capitol)
- 1971 – I’m A Truck (Capitol)
- 1972 – The Very Real Red Simpson (Capitol)
- 1973 – Trucker’s Christmas (Capitol)
- 2005 – The Bard of Bakersfield (Windsor Music)